# Hôpital Paul-Brousse
Pour les articles homonymes, voir Paul Brousse et Brousse.
L’hôpital Paul-Brousse est un hôpital du GHU Assistance publique - hôpitaux de Paris - Université Paris-Saclay situé à Villejuif (Val-de-Marne).

## Histoire

### Construction

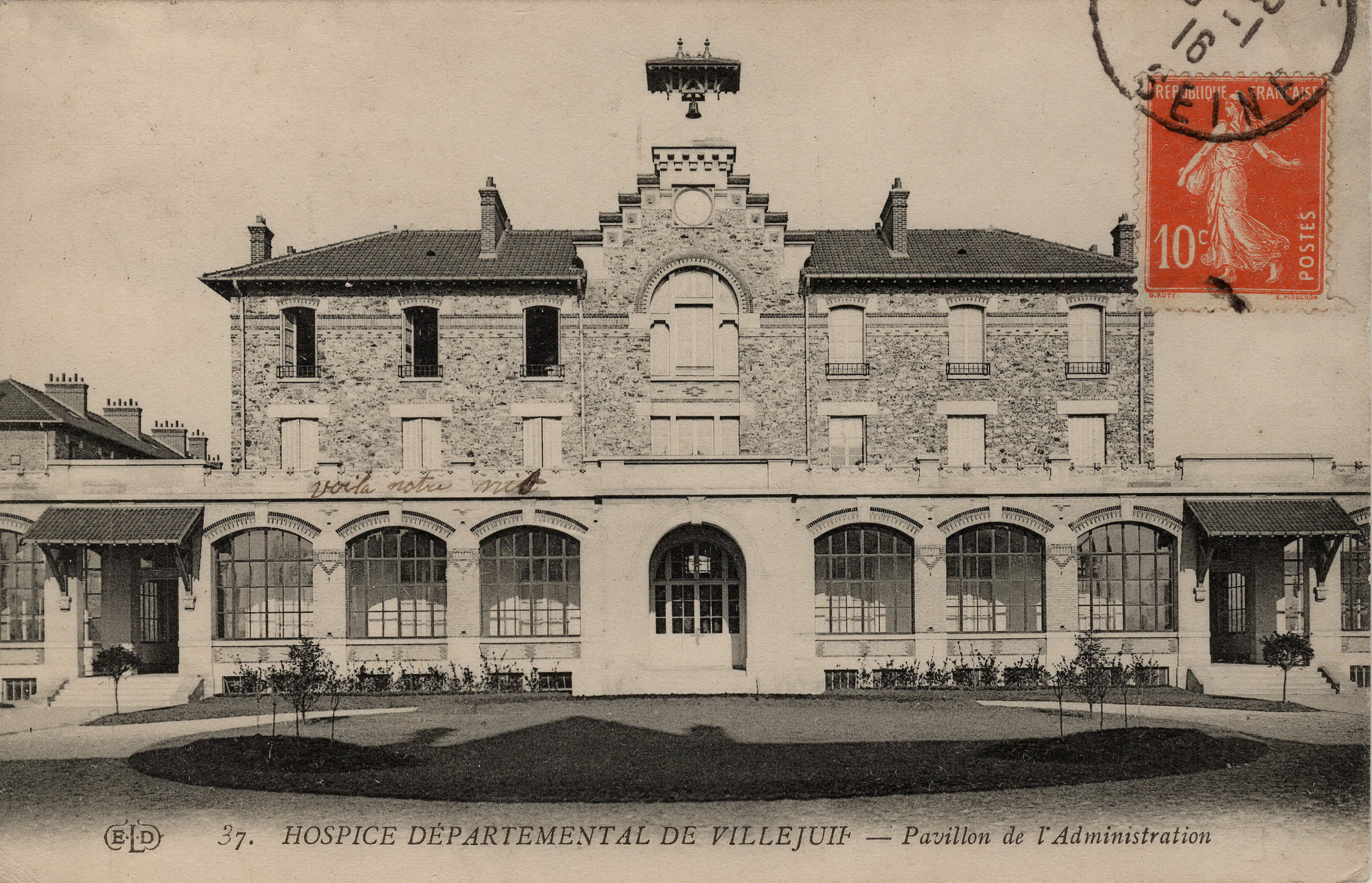
Pavillon de l'administration de l'Hospice départemental, Villejuif.

Au début du XXe siècle, le département de la Seine cherche à construire un hospice. Des études sont lancées en 1901 et on construit à partir de 1908 un nouvel établissement à Villejuif. La volonté est de construire un établissement moderne, où chaque pavillon correspond à une catégorie de patients, avec une communication de plain-pied entre eux. La construction coûte six millions de francs, dont 500 000 pour l'achat de dix hectares des terrains de l'ancienne ferme seigneuriale du château de Villejuif.
L'hospice ouvre en 1913 : il porte le nom de Paul Brousse (1844-1912), conseiller municipal de Paris, directeur de l'asile d'aliénés de Ville-Évrard.

### Organisation administrative
En 1942, l'hospice Paul-Brousse fusionne avec l'institut du cancer et la maison de retraite Émile-Deslandres et devient le groupe hospitalier Paul-Brousse. En 1961, il est rattaché à l'AP-HP. Au sein de cette structure, il fait aujourd'hui partie des hôpitaux universitaires Paris-Saclay avec l'hôpital Sainte-Perrine, l'hôpital Ambroise-Paré, l'hôpital Raymond-Poincaré, l'hôpital Antoine-Béclère, l'hôpital Bicêtre et l'hôpital maritime de Berck.

### Avancées dans la recherche
L'hôpital possède un important service d'hépatologie, qui a notamment vu une première mondiale avec la greffe d'un enfant avec un foie d'adulte réduit (1984) et la première transplantation combinée foie-intestin grêle chez l'adulte en France (1997).